# 广东省妇幼保健院
广东省妇幼保健院（广东省妇产医院、广东省儿童医院、南方科技大学附属妇女儿童医院），创建于1944年12月，直属于广东省卫生健康委员会，被卫生部授予三级甲等妇幼保健院稱號。作為省級婦幼保健機構，廣東省婦幼保健院担着全省妇女儿童的医疗、保健、健康教育、培训等工作和妇幼卫生信息、科研、教学等任务外，還是全省妇幼卫生事业的技术指导中心，與省內各婦幼保健機構均存在醫學交流，如江門。醫院是7家医学院校的教学医院，每年接收医疗、护理、医技、药学等实习生、进修生400多人。近年，医院取得各種科研成果和基金支持，並承擔多個科研課題，发表數百篇具影響力的論文。醫院共有越秀院區、番禺院區、海珠院區三個院區。广东省妇幼保健院天河院区、清远院区也已分别在2021年8月19日、2022年6月28日正式开业。

## 學科建設[3]
- 国家首批妇科四级内镜培训基地
- 国家产前诊断培训基地
- 广东省危重新生儿护理抢救中心
- 廣東省新生儿质量控制中心
- 廣東省儿科重症救治培训基地
- 廣東省新生儿、妇科、产科、儿科重点专科
- 廣東省妇幼卫生技术指导中心

## 下屬機構[8]
- 广东省脐血库

## 科室
| 婦科         | 產科           | 兒科               | 新生兒科             | 藥學部         |
| 產前診斷中心 | 乳腺病防治中心 | 生殖健康與不孕症科 | 生殖健康科（男性科） | 麻醉科手術室   |
| 兒童保健科   | 皮膚性病科     | 內科               | 超聲診斷科           | 醫學整形美容科 |
| 放射科       | 外科           | 五官科             | 中醫科               | 神經康復科     |
| 口腔科       | 功能科         | 檢驗科             | 病理科               | 體檢科         |

| 神經康復科   | 婦科               | 產科           | 兒科   | 新生兒科 |
| 產前診斷中心 | 兒童保健科         | 乳腺病防治中心 | 內科   | 外科     |
| 中醫科       | 超聲診斷科         | 耳鼻咽喉科     | 檢驗科 | 眼科     |
| 體檢科       | 生殖健康與不孕症科 | 心臟中心       |        |          |

| 婦產科 | 兒科 |

## 交通

### 越秀院區
巴士：
- 省婦幼站：46、83、111、175、179、198、241、268、274、291等
- 臨近标志性地点：广州火车站、广东省客运站、广州市客运站、华南影都、王圣堂

地铁：
- 地铁二号线：广州火车站

### 番禺院区
地铁：
- 地鐵七号线：

1. 员岗站

巴士：
- 地铁接驳公交8、番17、番53、302A等

### 海珠院区
地鐵：
- 地铁八号线 ：中大站广东省荣军康复医院内